# Rafsbotn
Rafsbotn (Noord-Samisch: Reaššvuonna, Kveens: Rässivuono) is een plaats in de Noorse gemeente Alta, provincie Finnmark. Rafsbotn telt 462 inwoners (2025) en heeft een oppervlakte van 0,37 km².